# Insert (SQL)
INSERT é uma declaração SQL que adiciona um ou mais registros em qualquer tabela simples de um banco de dados relacional.

## Forma básica
Declarações INSERT têm a seguinte forma:
- INSERT INTO tabela (coluna1, [coluna2, ...]) VALUES (valor1, [valor2, ...])

O número de colunas e valores devem ser o mesmo. Se uma coluna não for especificada, o valor padrão é usado. Os valores especificados (ou incluídos) pela declaração INSERT devem satisfazer todas as restrições aplicáveis (tais como chaves primárias, restrições CHECK e restrições NOT NULL). Se ocorrer um erro de sintaxe ou se algumas das restrições forem violadas, a nova linha não é adicionada à tabela e um erro é retornado.
Exemplo:
```
   
INSERT INTO agenda (nome, numero) VALUES ('John Doe', '555-1212');
```

Quando os valores para todas as colunas da tabela são especificadas, uma abreviação pode ser usada, levando vantagem da ordem das colunas quando as tabelas foram criadas:
- INSERT INTO tabela VALUES (valor1 [valor2, ...])

Exemplo (assumindo que 'nome' e 'número' são as únicas colunas na tabela 'agenda'):
- INSERT INTO agenda VALUES ('John Doe', '555-1212');

## Formas avançadas
Multirow insert